# Satoši Mijauči
Satoši Mijauči (* 26. listopad 1959) je bývalý japonský fotbalista.

## Klubová kariéra
Hrával za Furukawa Electric.

## Reprezentační kariéra
Satoši Mijauči odehrál za japonský národní tým v letech 1984-1987 celkem 20 reprezentačních utkání.

## Statistiky
| Japonsko | Japonsko | Japonsko |
| Roky     | Záp.     | Góly     |
| -------- | -------- | -------- |
| 1984     | 1        | 0        |
| 1985     | 8        | 0        |
| 1986     | 6        | 0        |
| 1987     | 5        | 0        |
| Celkem   | 20       | 0        |